# Ebodina elephantodes
Ebodina elephantodes är en fjärilsart som beskrevs av Edward Meyrick 1938. Ebodina elephantodes ingår i släktet Ebodina och familjen vecklare. Inga underarter finns listade i Catalogue of Life.